# Тростенское княжество
Тростенское княжество — удельное княжество, выделилось из состава Оболенского княжества в 1460 году. Присоединено к Великому княжеству Московскому в 1490 году.
Столица княжества в волости Тростена, вероятное место Тросненской битвы 1368 года.
Помимо села Тростье, князьям Тростенским, принадлежало и расположенное поблизости село Буриново.

## Удельный князь
Первым и последним князем был Александр Андреевич Оболенский, его сыновья состояли уже на московской службе.
Князь в 1445 году участвовал в сражении с татарами под Суздалем и был убит.
Род Тростенских князей пресёкся в 1607 году.